# Cheb (hrad)
Chebský hrad je románská falc v Chebu se zachovanou věží a patrovou kaplí a zbytky paláce postavená pro císaře Fridricha Barbarossu kolem roku 1180. Od roku 1970 je chráněna jako kulturní památka, v roce 2017 byla prohlášena národní kulturní památkou. V roce 2018 byla zahájena rekonstrukce.

## Dějiny
Návrší nad řekou Ohří bylo osídleno už v devátém století, kdy se zde nacházelo slovanské hradiště, které přetrvalo až do počátku dvanáctého století. Z té doby se na dnešním nádvoří našly dva slovanské hroby kryté neopracovanými kameny. Na jednom z nich je vyryt kříž. V první polovině dvanáctého století si na hradištní akropoli nechal postavit kamenný hrad Děpolt II. z Vohburgu. Roku 1165 připadlo Chebsko císaři Fridrichu Barbarossovi, který zde nechal postavit výstavnou falc. Hrad má unikátní postavení v české hradní architektuře. Je jedinou ukázkou tzv. štaufské falce v Česku. Po připojení k českému království se falc stala královským hradem, ale král Václav II. nechal na protějším břehu Ohře postavit nový Václavský hrad a původní falc byla nadále pouze udržována. Větší přestavbou hrad prošel až na konci 15. století a zejména po třicetileté válce, kdy byl opevněn barokními valy a bastiony. 25. února 1634 byli v rámci atentátu na Albrechta z Valdštejna na hradě zavražděni irskými žoldnéři z městské posádky jeho důstojníci Kristián von Ilow, Vilém Kinský, Jindřich Niemann a Adam Erdman Trčka z Lípy, nedlouho poté byl pak v Pachelbelově domě zabit i sám Valdštejn. Během válek o rakouské dědictví v roce 1742 hrad těžce poškodilo francouzské vojsko. Nepoškozená zůstala jen kaple.

## Stavební podoba
Předchůdcem románského hradu bylo raně středověké hradiště s odhadovanou rozlohou 2,5 ha. Jeho pozůstatky zanikly při pozdějších stavebních úpravách, ale archeologické průzkumy odkryly zbytky opevnění tvořeného dřevohlinitou hradbou s roštovou konstrukcí a čelní zdí postavenou z nasucho kladených kamenů. Hradbu zesilovala dvojice šest a osm metrů širokých příkopů. Součástí hradiště byl pravděpodobně kostel.
Původní hrad pánů z Vohburgu byl zřejmě dvoudílný, ale podobu předhradí neznáme. V hradním jádře je archeologicky doložena existence čelní hradby, za kterou volně stály dvě okrouhlé věže. Obytné stavby při obvodových hradbách byly zřejmě zasypány při stavbě barokní pevnosti. Při přestavbě Fridricha Barbarossy zůstala základní podoba hradu zachována, ale byla stržena jižní okrouhlá věž, kterou nahradil čtverhranný bergfrit (tzv. Černá věž). Na severní straně vznikl částečně dochovaný palác s císařským sálem v prvním patře. Před palácem volně stojí patrová kaple svatého Erharta a Uršuly. Během úprav v patnáctém století byl palác zvýšen o hrázděné patro a v parkánu nad řekou byly postaveny okrouhlé věže: Mlýnská a Skalní.

## Fotogalerie

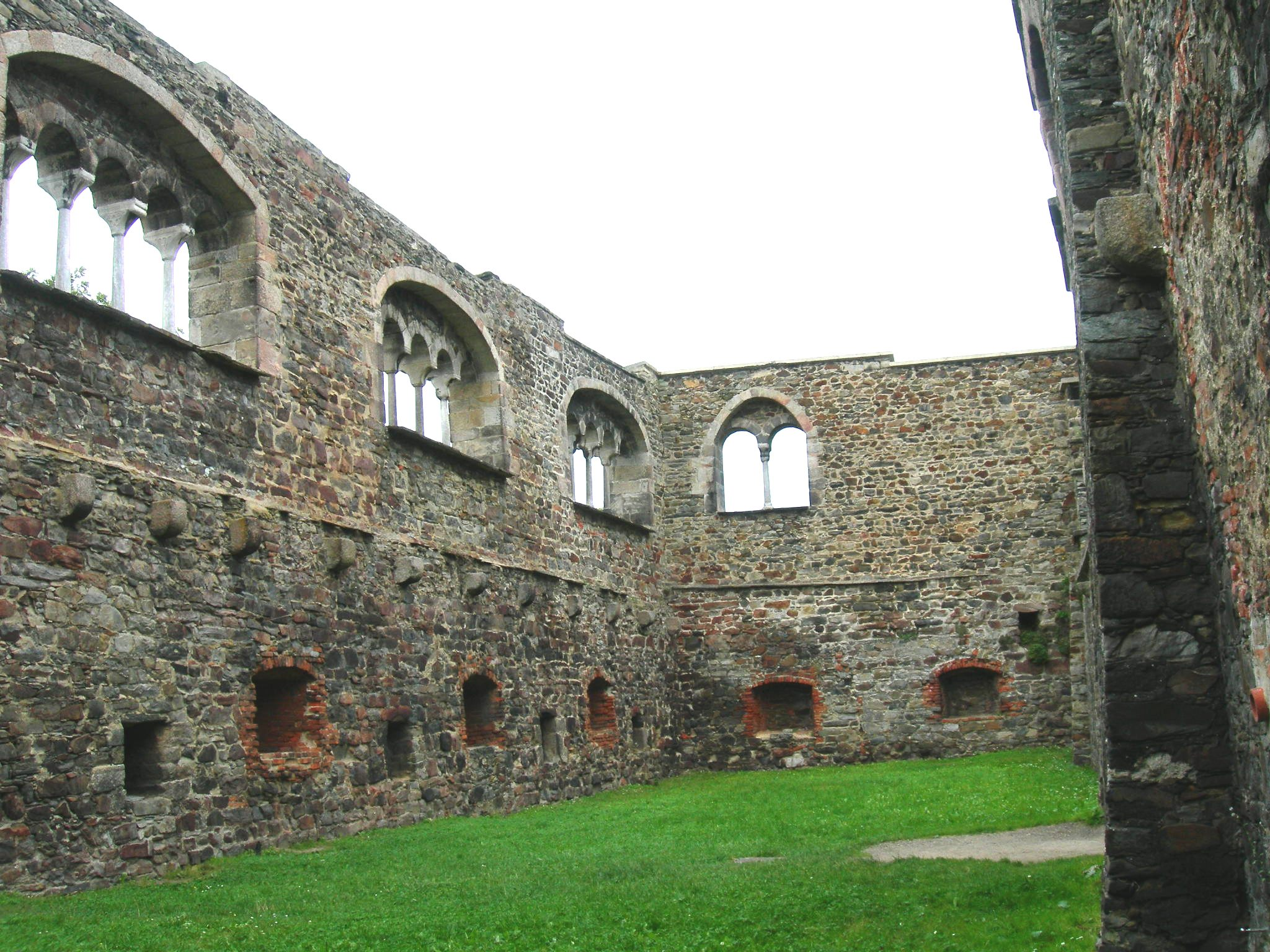
Zříceniny paláce
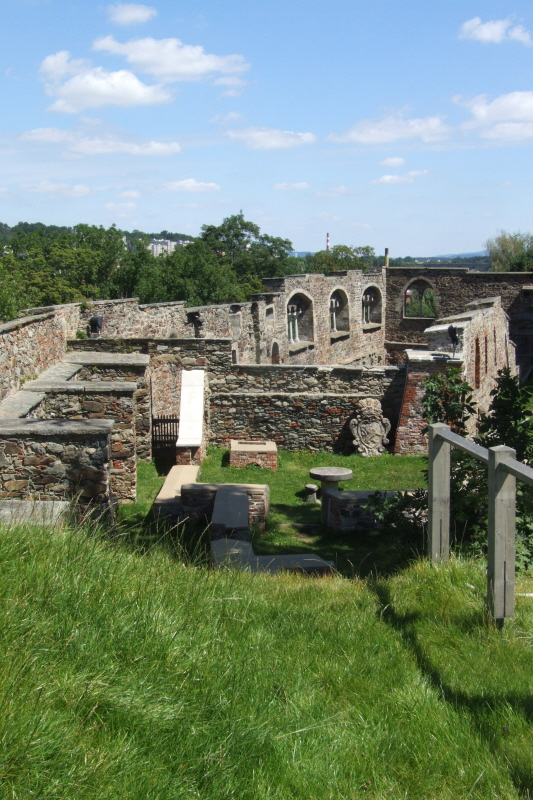
Zříceniny paláce
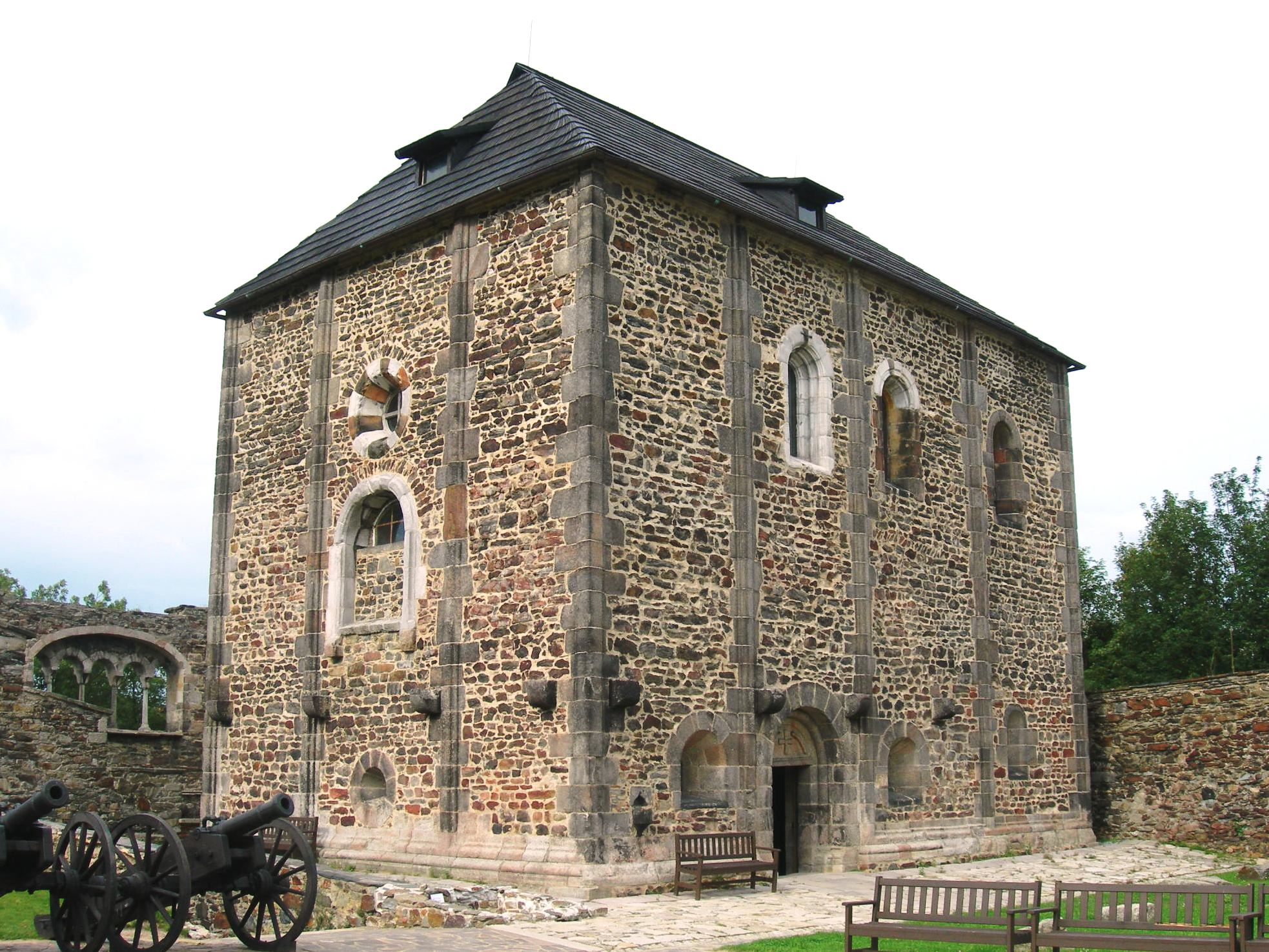
Kaple sv. Erharta a Uršuly
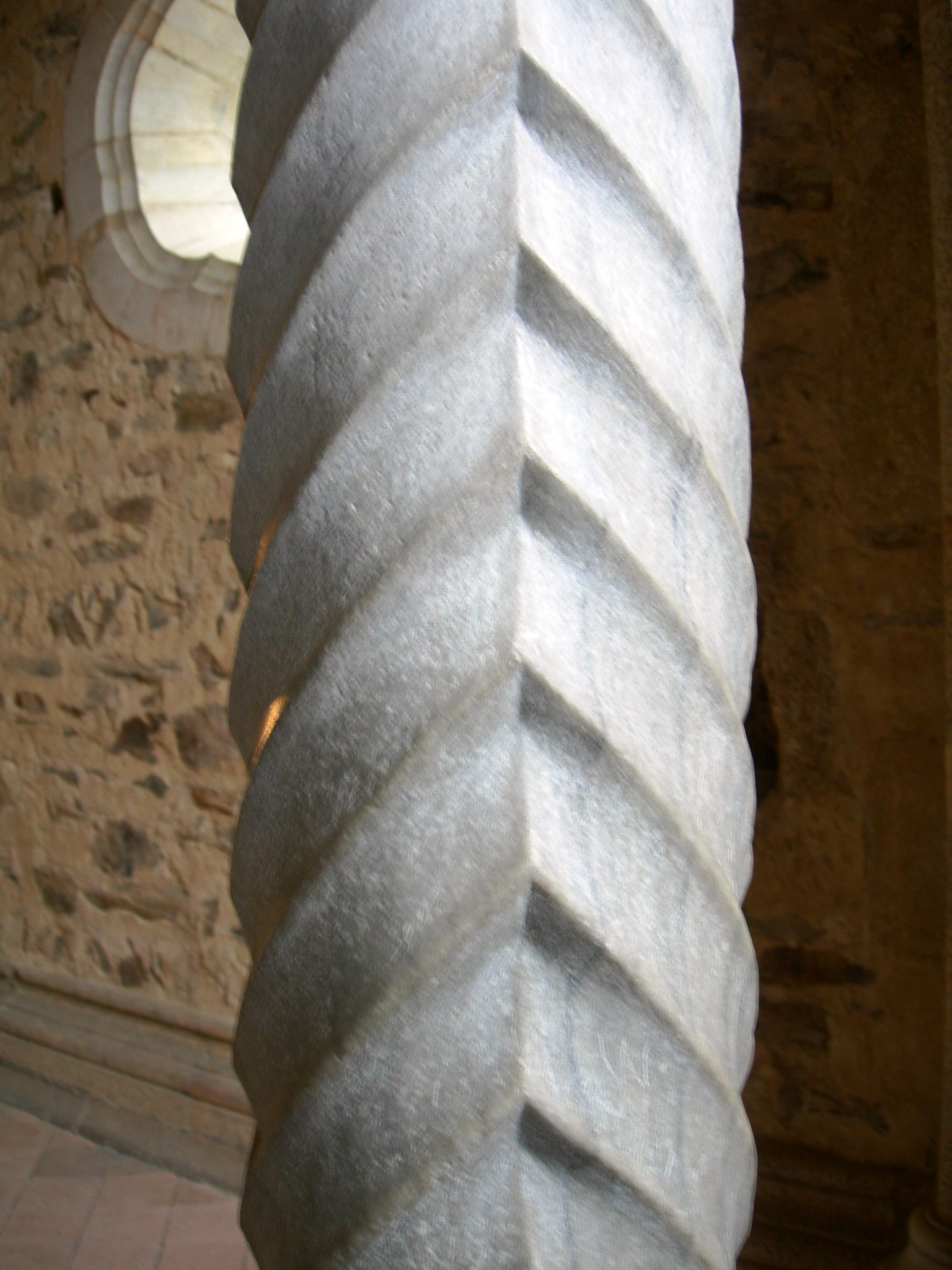
Horní kaple, detail sloupu
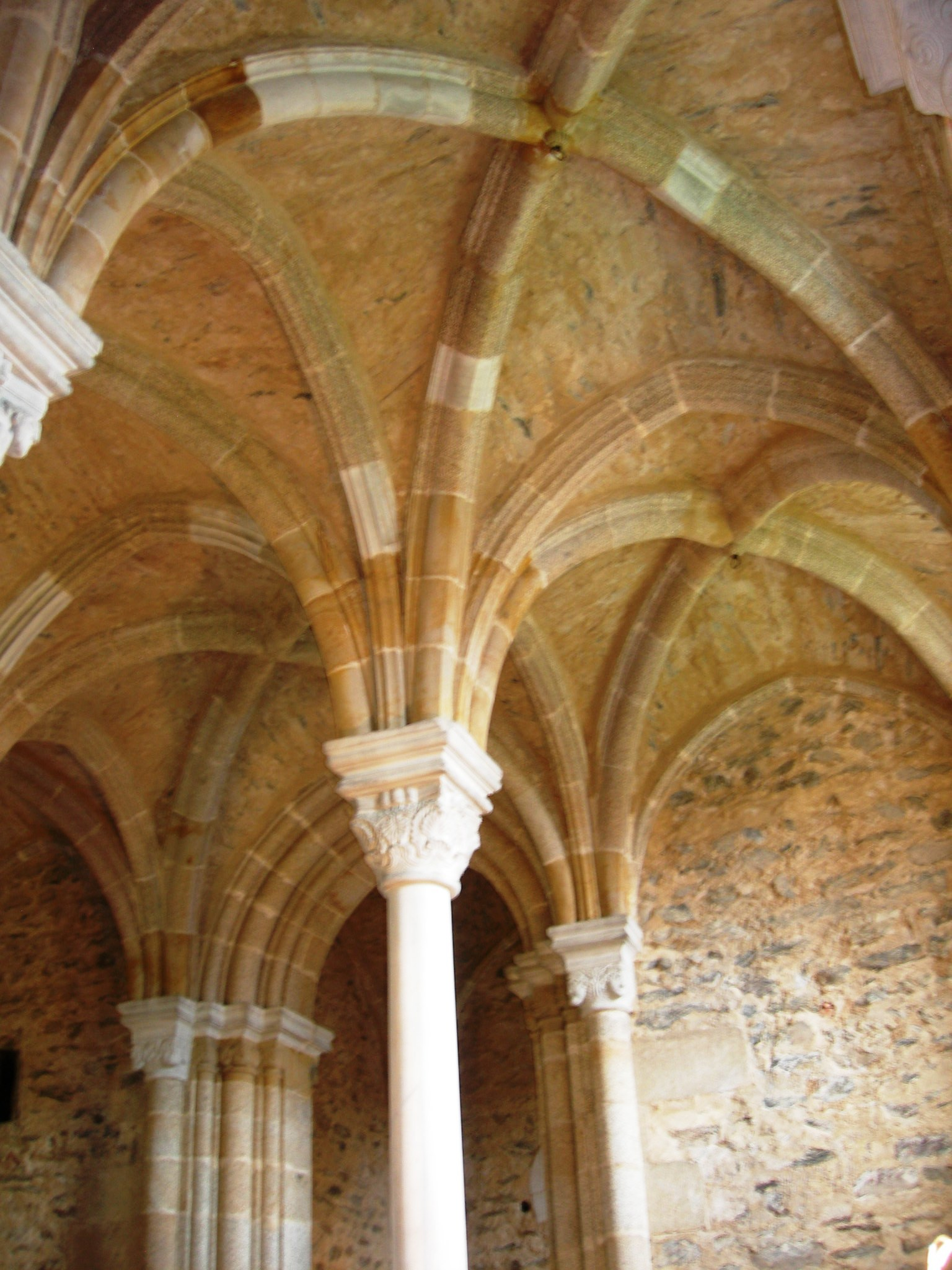
Horní kaple, klenby
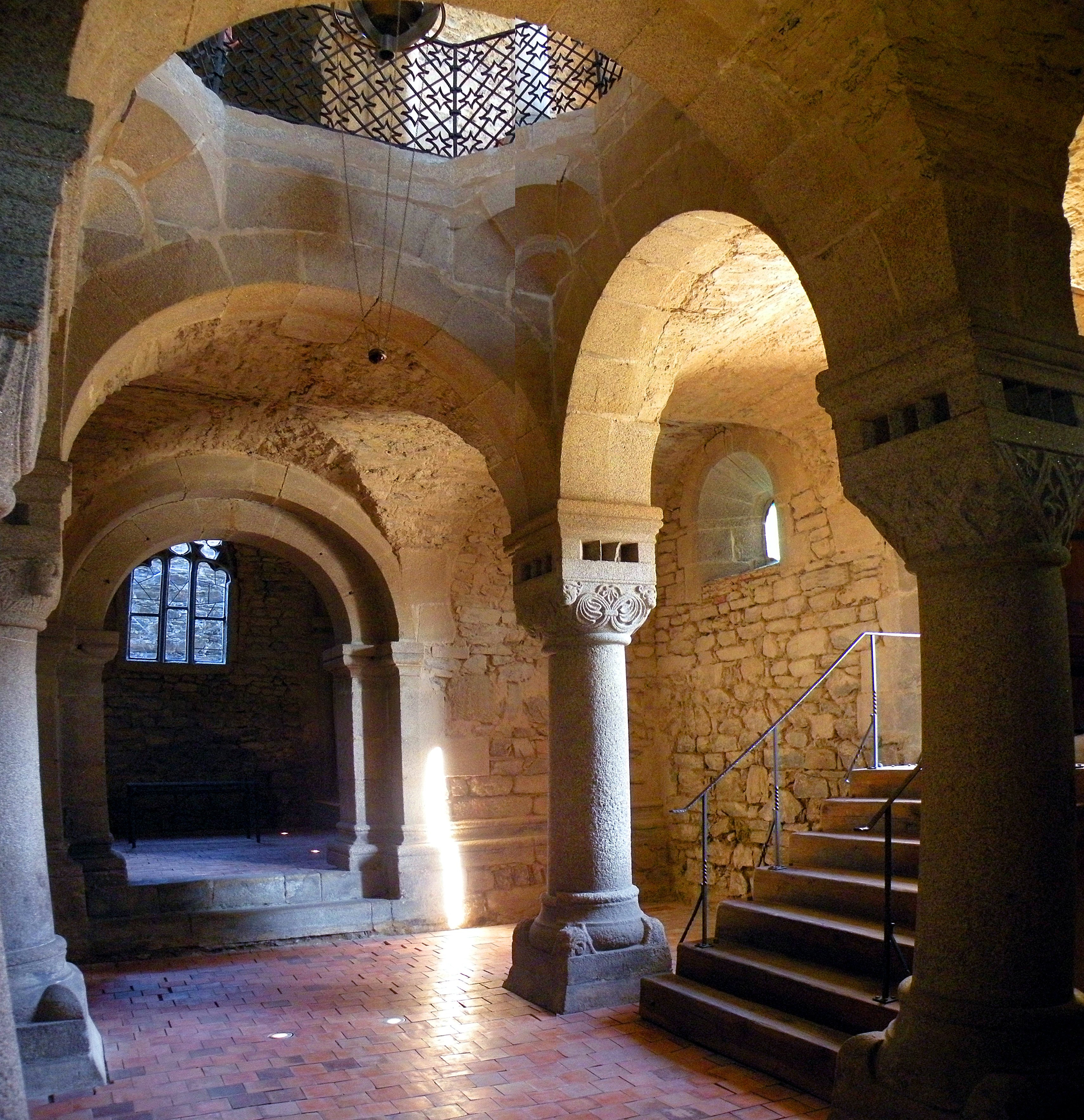
Dolní kaple